# Мухаммад Канзуль Алам
Мухаммад Канзуль Алам — султан Брунею з 1807 до 1826 року. Він був попередником султана Таджуддіна Мухаммада, судячи з всього, регентом для того, щоб зберегти трон для сина султана Омара Алі Сайфуддіна II. Під час його правління були встановлені дипломатичні відносини з Іспанією. В 1826 році він зрікся престолу.